# Chrysina victorina
Chrysina victorina är en skalbaggsart som beskrevs av Hope 1840. Chrysina victorina ingår i släktet Chrysina och familjen Rutelidae. Inga underarter finns listade i Catalogue of Life.